# Jiří Urbánek
Jiří Urbánek (* 28. Januar 1944 in Frýdek-Místek; † 16. Mai 2009 in Ostrava, Tschechische Republik) war ein tschechischer Fusion- und Jazzmusiker (Bassgitarre, Kontrabass, Piano), Komponist, Arrangeur und Bandleader.

## Leben
Urbánek absolvierte nach Besuch des Gymnasiums 1969 das Musikkonservatorium in Ostrava, wo er 1966 Gründungsmitglied der Rock- und Fusion-Formation Flamingo war, die von Richard Kovalčík geleitet wurde und ab Anfang der 1970er Jahre mehrere Schallplatten für Supraphon einspielte. Nach Kovalčíks Tod 1975 übernahm Urbánek bis 1977 die Leitung des Ensembles. Er war ebenfalls ab 1967 Mitglied des Ostravský Rozhlasový Orchestr (ORO), dessen Kern die Flamingo-Musiker bildeten, und leitete ab 1981 den Jazz-Ableger des ORO, das Jazzový ostravský rozhlasový orchestr (JORO), dem Rudolf Březina (E-Bass), Vlastimil Bílek (Schlagzeug) und Dana Vrchovská (Gesang) angehörten. Als Arrangeur arbeitete er mit zahlreichen tschechischen Jazzmusikern zusammen, wie Gustav Brom, Josef Vobruba, Karel Velebný, Karel Růžička, Jiří Stivín, Emil Viklický, Milan Svoboda, Rudolf Dašek, Laco Déczi, Radim Hladík, Svatopluk Kováč, Marie Rottrová und Vlasta Průchová. Urbánek komponierte Titel für sein JORO-Ensemble, ferner eine Sonate für Saxophon und Klavier sowie Musik für Film und Fernsehen. 1972 hatte er eine Nebenrolle im Spielfilm Smrt si vybírá (Der Tod ist wählerisch).